# Kühlmittelpumpe

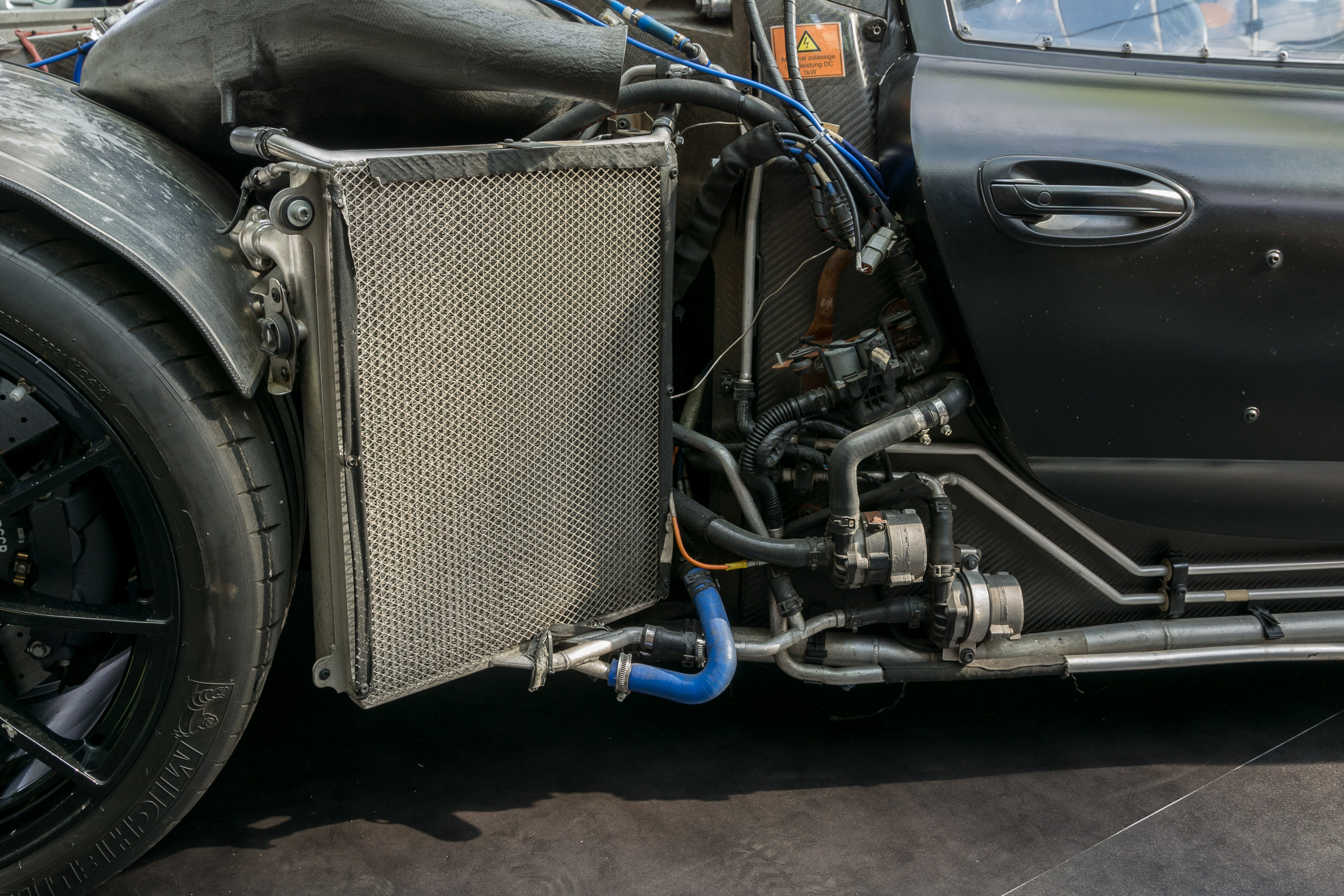
Zwei elektrische Kühlmittelpumpen in einem Versuchsfahrzeug

Kühlmittelpumpen sind häufig Bestandteil einer Flüssigkeitskühlung und sorgen für den zwangsweisen Durchsatz des Kühlmittels in technischen Systemen mit hoher Abwärme wie Motoren, Bremsen, Kühlaggregaten, Computern, Kernreaktoren und vielen weiteren.
Als Kühlmittelpumpe kommen alle handelsüblichen Pumpen zum Einsatz. Je nach Bauart des Kühlsystems wälzt die Pumpe das Kühlmittel in einem Kühlmittelkreislauf um, oder saugt Frischwasser an, welches nach der Wärmeaufnahme ausgeschieden wird und das System nicht mehr passiert. In Kühlmittelkreisläufen kommt meist mit Additiven behandeltes, deionisiertes Wasser zum Einsatz. Somit kann Fäulnis, Korrosion und Ablagerung entgegengewirkt oder vermieden werden.